# Liste der Kellergassen in Geras
Die Liste der Kellergassen in Geras führt die Kellergassen in der niederösterreichischen Gemeinde Geras an. In dieser Waldviertler Gemeinde gibt es keinen nennenswerten Weinbau. Bei den Kellern handelt es sich daher um Erdäpfelkeller, ohne Presshäuser.

| Foto |                 | Kellergasse          | Standort             | Beschreibung |
| ---- | --------------- | -------------------- | -------------------- | --- |
| ja   | Datei hochladen | Nonnersdorfer Straße | KG: Dallein Standort | Die einseitige Einzelkellergasse an einer Geländekante liegt an der südöstlichen Ortsausfahrt. Auf 150 Metern Länge befinden sich acht Keller, sieben davon in Schildmauerform. Die älteste Datierung stammt von 1957. |

| Foto:                    | Fotografie der Kellergasse (Gesamtheit). Klicken des Fotos erzeugt eine vergrößerte Ansicht. Daneben finden sich zwei Symbole: \| Weitere Bilder vorhanden \| Das Symbol bedeutet, dass weitere Fotos des Objekts verfügbar sind. Durch Klicken des Symbols werden sie angezeigt. \| \| Eigenes Foto hochladen \| Durch Klicken des Symbols können weitere Fotos des Objekts in das Medienarchiv Wikimedia Commons hochgeladen werden. \| |
| Name:                    | Bezeichnung der Kellergasse |
| Standort:                | Es ist die Katastralgemeinde (KG) angegeben. Durch Aufruf des Links Standort wird die Lage der Kellergasse in verschiedenen Kartenprojekten angezeigt. |
| Beschreibung             | Kurze Beschreibung der Kellergasse |
| Weitere Bilder vorhanden | Das Symbol bedeutet, dass weitere Fotos des Objekts verfügbar sind. Durch Klicken des Symbols werden sie angezeigt. |
| Eigenes Foto hochladen   | Durch Klicken des Symbols können weitere Fotos des Objekts in das Medienarchiv Wikimedia Commons hochgeladen werden. |